# Джон Гелвін
Джон Роджерс Гелвін (англ. John Rogers Galvin; 13 травня 1929 — 25 вересня 2015) — генерал американської армії. Декан Флетчерської школи права та дипломатії в Університеті Тафтса. Член Комісії з національної безпеки США. Народився в Вейкфілді, штат Массачусетс.
Помер у Джонсборо, штат Джорджія, у віці 86 років.